# 대한민국 민사소송법 제44조
대한민국 민사소송법 제44조는 제척과 기피신청의 방식에 대한 민사소송법 조문이다.

## 조문
제44조(제척과 기피신청의 방식) ① 합의부의 법관에 대한 제척 또는 기피는 그 합의부에, 수명법관(受命法官)·수탁판사(受託判事) 또는 단독판사에 대한 제척 또는 기피는 그 법관에게 이유를 밝혀 신청하여야 한다.
②제척 또는 기피하는 이유와 소명방법은 신청한 날부터 3일 이내에 서면으로 제출하여야 한다.

## 같이 보기
- 제척
- 기피